# Mirosław Justek
Mirosław Justek (23. září 1948, Słupsk - 24. ledna 1998, Poznaň) byl polský fotbalista, obránce. Zemřel 24. ledna 1998 ve věku 49 let na infarkt myokardu.

## Fotbalová kariéra
Hrál v polské nejvyšší soutěži za Pogoń Szczecin a Lech Poznań a v Belgii za Royal Antwerp FC a R. Charleroi SC. V Poháru UEFA nastoupil ve 2 utkáních. Za polskou reprezentaci nastoupil v roce 1978 ve 3 utkáních, na Mistrovství světa ve fotbale 1978 byl členem týmu, ale zůstal mezi náhradníky.

## Ligová bilance
| Ročník                     | Zápasy | Góly | Klub             |
| -------------------------- | ------ | ---- | ---------------- |
| Ekstraklasa 1966/67        | 2      | 1    | Pogoń Szczecin   |
| Ekstraklasa 1967/68        | 3      | 0    | Pogoń Szczecin   |
| Ekstraklasa 1968/69        | 6      | 0    | Pogoń Szczecin   |
| Ekstraklasa 1969/70        | 6      | 0    | Pogoń Szczecin   |
| Ekstraklasa 1970/71        | 15     | 0    | Pogoń Szczecin   |
| Ekstraklasa 1971/72        | 21     | 3    | Pogoń Szczecin   |
| Ekstraklasa 1972/73        | 26     | 3    | Pogoń Szczecin   |
| Ekstraklasa 1973/74        | 28     | 2    | Pogoń Szczecin   |
| Ekstraklasa 1974/75        | 19     | 0    | Pogoń Szczecin   |
| Ekstraklasa 1975/76        | 28     | 4    | Pogoń Szczecin   |
| Ekstraklasa 1976/77        | 29     | 6    | Lech Poznań      |
| Ekstraklasa 1977/78        | 28     | 1    | Lech Poznań      |
| Ekstraklasa 1978/79        | 21     | 0    | Lech Poznań      |
| Jupiler Pro League 1979/80 | 18     | 1    | Royal Antwerp FC |
| CELKEM Ekstraklasa         | 231    | 20   |                  |
| CELKEM Jupiler Pro League  | 18     | 1    |                  |